# Фронема
Фро́нема (грец. φρόνημα) — термін, що використовується у православному богослов'ї для позначення особливого способу мислення — православного розуму. Фронема також може мати різні значення: «розум», «думка», «дух», «розсудок», «розважливість».
Досягнення фронеми є питанням правильного сповідування віри (ортодоксії) у правильний спосіб (ортопраксія). Досягнення фронеми розглядається як перший крок до обоження.
У Новому Завіті це слово вживається чотири рази в Посланні святого Павла до Римлян: двічі із «τῆς σαρκός» (плоті) і двічі зі словом «τοῦ πνεύματος» (духу): «Бо думка тілесна то смерть, а думка духовна життя та мир, думка бо тілесна ворожнеча на Бога, бо не кориться Законові Божому, та й не може.[...], А Той, Хто досліджує серця, знає, яка думка Духа, бо з волі Божої заступається за святих.» (Рим. 8:6-7,27).